# Distrito de la Comarca de Weimar
El Distrito de Weimarer Land (en alemán: Landkreis Weimarer Land) es un Landkreis (distrito rural) ubicado en la parte occidental del estado federal de Turingia (Alemania). Los territorios vecinos al norte son el distrito de Sömmerda así como en el distrito de Burgenland del estado de Sajonia-Anhalt, en la parte occidental el distrito de Saale-Holzland y la ciudad independiente (kreisfreie Stadt) de Jena, al sur el distrito de Saalfeld-Rudolstadt, al sudoeste el distrito de Ilm y al oeste la ciudad independiente de Erfurt. La ciudad independiente de Weimar ocupa un lugar destacado en el distrito dando origen a su nombre. La capital del distrito recae sobre la ciudad de Apolda.

Hier gibt es so viele Hügel! Und hinter jedem Hügel liegt ein Dorf! Und jedes Dorf hat eine eigene Kirche!

¡Aquí hay muchos cerros! y ¡tras cada uno de ellos hay un pueblo! y ¡tras cada pueblo una Iglesia!
(Lyonel Feininger)

## Composición del distrito
(Número de Habitantes a 30 de junio de 2005)
| ¹ Municipios de un Verwaltungsgemeinschaft (Agrupación Administrativa) ² Municipios de relleno (véase los Municipios -Gemeinden-) 1. Apolda (24.684) 2. Bad Berka (7.716) 3. Bad Sulza ² (3.052) 4. Blankenhain (6.892) 5. Buttelstedt ¹ (1.405) 6. Kranichfeld ¹ (3.727) 7. Magdala ¹ (2.052) 8. Neumark ¹ (506) 1. Verwaltungsgemeinschaft Berlstedt 1. Ballstedt (330) 2. Berlstedt (1.709) 3. Ettersburg (575) 4. Hottelstedt (216) 5. Krautheim (485) 6. Neumark, Ciudad (506) 7. Ramsla (328) 8. Schwerstedt (371) 9. Vippachedelhausen (641) 2. Verwaltungsgemeinschaft Buttelstedt 1. Buttelstedt, Ciudad (1.405) 2. Großobringen (833) 3. Heichelheim (311) 4. Kleinobringen (290) 5. Leutenthal (265) 6. Rohrbach (221) 7. Sachsenhausen (389) 8. Wohlsborn (521) 3. Verwaltungsgemeinschaft Grammetal 1. Bechstedtstraß (284) 2. Daasdorf a. Berge (251) 3. Gutendorf (230) 4. Hopfgarten (666) 5. Isseroda (518) 6. Mönchenholzhausen (1.644) 7. Niederzimmern (1.053) 8. Nohra (1.525) 9. Ottstedt a. Berge (250) 10. Troistedt (216) 11. Utzberg (315) 4. Verwaltungsgemeinschaft Ilmtal-Weinstraße 1. Kromsdorf (1.573) 2. Liebstedt (462) 3. Mattstedt (510) 4. Niederreißen (238) 5. Niederroßla (1.233) 6. Nirmsdorf (91) 7. Oberreißen (190) 8. Oßmannstedt (1.334) 9. Pfiffelbach (644) 10. Willerstedt (295) 5. Verwaltungsgemeinschaft Kranichfeld 1. Hohenfelden (382) 2. Klettbach (1.337) 3. Kranichfeld, Stadt (3.727) 4. Nauendorf (313) 5. Rittersdorf (272) 6. Tonndorf (629) 6. Verwaltungsgemeinschaft Mellingen 1. Buchfart (181) 2. Döbritschen (242) 3. Frankendorf (187) 4. Großschwabhausen (829) 5. Hammerstedt (173) 6. Hetschburg (246) 7. Hohlstedt (246) 8. Kapellendorf (461) 9. Kiliansroda (228) 10. Kleinschwabhausen (263) 11. Lehnstedt (327) 12. Magdala, Ciudad (2.052) 13. Mechelroda (270) 14. Mellingen (1.222) 15. Oettern (151) 16. Umpferstedt (647) 17. Vollersroda (217) 18. Wiegendorf (398) | 1. Saaleplatte (3.098) La ciudad de Bad Sulza se rellena con los siguientes municipios: 1. Auerstedt (487) 2. Eberstedt (229) 3. Flurstedt (280) 4. Gebstedt (300) 5. Großheringen (698) 6. Ködderitzsch (125) 7. Niedertrebra (899) 8. Obertrebra (287) 9. Rannstedt (204) 10. Reisdorf (339) 11. Schmiedehausen (445) 12. Wickerstedt (854) |